# Harry Lachman
Harry B. Lachman (La Salle, 29 de junho de 1886 - Beverly Hills, 19 de março de 1975) foi um artista estadunidense, cenógrafo e diretor de filmes.
Nascido em La Salle, Illinois, Lachman foi educado na Universidade de Michigan antes de se tornar ilustrador. Em 1911, emigrou para Paris onde ganhou reputação como pintor impressionista e foi premiado pelo governo francês.
O interesse de Lachman em filmes começou quando era desenhista em Nice. Trabalhou como diretor na França e Inglaterra antes de se instalar em Hollywood, em 1933. Seus filmes incluem "Baby Take a Bow", "Dante's Inferno", "Our Relations" e "Dr. Renault's Secret".
Voltou a pintar na década de 1940.